# صالح القرني
صالح بن عزيز القرني شاعر سعودي ولد في عفراء في محافظة بلقرن في بيئة شعرية ومعروف على مستوى المنطقة الجنوبية في شعر العرضة والدمّة والقلطة والنظم.

## حياته
نشأ الشاعر صالح القرني في مركز عفراء في بادية وبيئة شعرية واتقن الشعر منذ نعومة أظافره على يد والده الشاعر سعد بن عزيز وكان يحضر مجالس الشعر مع والده وأعمامه آل خفير عند أهلهم آل عيسى من الصهب في بلقرن.
درس صالح في مدرسة الحرجة الابتدائية عام 1395 هجري ودرس المتوسطة في مدرسة البضاضة ومن بعدها التحق بالسلك العسكري واخذ فيها الثانوية ومن بعدها أراد ان يلتحق بالجامعة لكنه رجع عن قراره وخدم في الجيش السعودي 27 عاما وتقاعد.

## من قصائده

### قصيدة الكلاشنكوف
يقول فيها:
((...بن عزيز يقول كلبشنا يد النماك وافتلك
افتلك وافلت كواليب الكلبشة ما فلك له فالك...
قال يا كلبوش فلتنا من الكلبيش يا كلبوش
الله أكبر كيف دارت وادرك النماك حتى دارك...
يرتكب كل الكبائر ثم ينكر كن ماشي كان
انا شُعَّار في الأشعار ما الكلك وما ارتبك...
لو تكلكل غيري أكمل وأجمل كلمتي ما الكلك
من تكلكل كل ما كمل وكل من الكرب كِرب...
مفردات الشعر ما تجي بشرشور الكلاشنكوفي 
والحكيم الحاكم الحي الحليم اللي حبك لها...))
ومن قصائده :

### قصيدة الجيب
يقول فيها:
(...بن عزيز يقول رحت العام إلى عبد اللطيف جميل 
اشتريت الموتر اللي يا صلاتي ع النبي من هيكل ...
اشتريته لأنه أعجبني جماله من هياكله 
ثم جربته مع خط يمره كل موتر عادي ...
كلها أنواع المواتر تعبره لو مالها دبل 
لكن عيا الموتر المأخوذ يمشي بي على ما تله ...
يأخذ النمرة ولكن ما يسير إلا بتلتله 
أنا أرده للوكالة ولا اتله من علو مشراف ...
ودي أناصح وأشاور من بيقبل مني الإشارة 
انصحه لا عاد يشري موتر حتى يجربه...)

### قصيدة عقوق الوالدين
يقول فيها:
(...يا الله أني دخيلك من عواقب عقوق الوالدين ...
ريت بعض الشباب اللي تمادو وابذنب جاهروبه ...
ما دري المجتمع وش عاد يرجي من اللي عاق أبوه ...
من تمادى في العصيان ما يوقع الا على المصائب ...
تب إلى الله وشور أبوك لا تحقره يامن عصاه ...
أتعجب ونا في موطن الخير والدنيا بخير ...
شفت بعض الشباب يقصر الثوب ويحف الشوارب ...
ويتستر بثوب الدين والدين ما له بوصله ...
يوهم أبوه وأخوانه يقل في السفر عدة فوائد ...
لكن الواقع المر انحراف المبادئ والسلوك ...
يختفي عن عيون الناس في عزلته فترة وجيزة ...
ثم يظهر على الشاشات مجرم وراعي سابقة ...
حدق أصحاب الأفكار الدخيلة علينا والضحيله ...
غرروبه دعاة الشر ومشوهين اسلامنا ...
ما خبرت الشباب المسلم اللي يجاهد للشهادة  ...
يسرق أبنوك ويفجر مباني ويخطف طائرات ...
دين الإسلام وصانا بترك التزمت والغلو ...
ديننا طاعة الله ثم طاعة ولي الأمر منا ...
والتمشي بما وصى عليه النبي المصطفى ...
والبلد في حماية ربنا ثم هيبة مليكنا ...
نهضة المملكة بقيادة الفهد ما شي ركبها...)

### قصيدةعسير
يقول فيها:
(...مرحباً الف بالمصطاف من أم المصايف عسير ...
مرحبا من عسير أرض الكرم والكرامة والطبيعة ...
ديرة الورد والكادي وزهر الفل والياسمين ...
والجبال أكتست بالثوب الأخضر والزهر والخزاما ...
أجمل أجمل مناظر لو تطالعها من التلفريك ...
وأنا لو أتجه للنظم وأريد أتكلم عن أبها ...
الدواوين ما تكفي لوصف أبها وميزاتها ...
أجمل أجمل مصايف من على قمة جبال السراة ...
مثل ما قال أمير الشعر أمير الفكر رجل السياحة ...
لا عسير بعسير ولا نشوف أبها من أبها بها ...
والتراحيب نتقدم بها من كل رجلٍ جنوبي ...
لو تضيق المصايف يسكن المصطاف بقلوبنا...)

## من شيلاته
- شيلة الأولى عاصفة الحزم
- شيلة مرحبا يا ضيف العوامر
- شيلة آل طارق من بلقرن
- شيلة يالله انك لا تفرقنا
- شيلة ترحبيبة ب سمو الأمير سلطان بن سلمان
- شيلة في الشيخ مناع بن محمد آل مناع القرني شيخ قبيلة ثماء بلقرن
- شيلة الوحيد الفريد .